# Hätte göl
Hätte göl är en sjö i Tingsryds kommun i Småland och ingår i Mieåns huvudavrinningsområde.